# Монтебеллуна
Монтебеллуна (итал. Montebelluna) — коммуна в Италии, располагается в провинции Тревизо области Венеция.
Население составляет 29 249 человек (на 2004 г.), плотность населения составляет 530 чел./км². Занимает площадь 48.98 км². Почтовый индекс — 31044. Телефонный код — 0423.
В коммуне почитается Непорочное зачатие Девы Марии. Праздник ежегодно празднуется 8 декабря.